# Джузеппе Бьянчини
Джузеппе Бьянчини — Итальянский ученый-оратор, библеист, историк и литургист. Климент XII и Бенедикт XIV, высоко ценившие его ученость, доверили ему несколько научных трудов. Бьянкини задумал большой труд по текстам Библии «Vindiciae Canonicarum Scripturarum Vulgata latinæ editionis», который должен был состоять из нескольких томов, но был опубликован только первый, в котором, среди прочего, содержатся фрагменты «Гексаплы». Гораздо более важным является его «Евангелиариум квадруплекс латинская версия античности» и др., 2 тома. Среди его исторических трудов можно упомянуть четвёртый том, который Бьянкини добавил к изданию своего дяди Франческо Бьянкини «Жизнеописание Анастасии»